# 8. marinski polk (ZDA)
Za druge 8. polke glejte 8. polk.
8. marinski polk (angleško 8th Marine Regiment) je marinski polk Korpusa mornariške pehote ZDA.
Trenutno je v sestavi 2. marinske divizije in 2. marinske ekspedicijske sile.

## Organizacija
- Štabna četa
- 1. bataljon 8. marinskega polka
- 2. bataljon 8. marinskega polka
- 3. bataljon 8. marinskega polka
- 1. bataljon 9. marinskega polka
- 2. bataljon 9. marinskega polka